# Saint-Genest-de-Beauzon
Saint-Genest-de-Beauzon è un comune francese di 254 abitanti situato nel dipartimento dell'Ardèche della regione dell'Alvernia-Rodano-Alpi.

## Società

### Evoluzione demografica
Abitanti censiti